# Siminicea
Siminicea – wieś w Rumunii, w okręgu Suczawa, w gminie Siminicea. W 2011 roku liczyła 2364 mieszkańców. 